# 費尼群島
4°05′00″S 153°42′00″E / 4.0833333°S 153.7°E

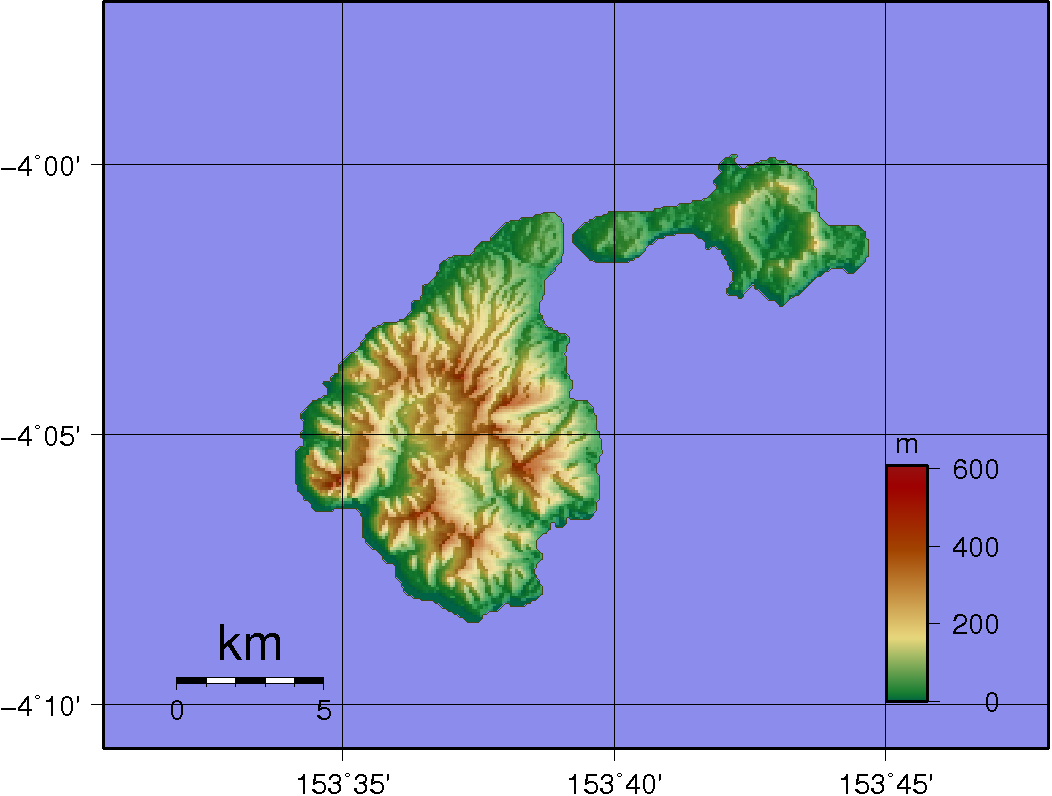
費尼群島地圖，左為安比特爾島，右為巴巴塞島

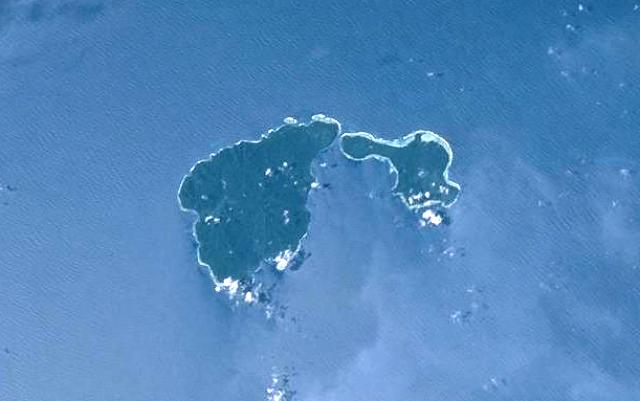
費尼群島衛星圖

費尼群島是巴布亞新畿內亞新愛爾蘭省的群島，位於新愛爾蘭島以東的太平洋海域，屬於俾斯麥群島的一部分，由2座島嶼安比特爾島和巴巴塞島組成，面積110平方公里，人口約2,000。